# Belägringen av Kalmar (1505–1506)
Belägringen av Kalmar (1505–1506) var en belägring under Svante Nilsson Stures krig mot Danmark mellan 2 juli 1505 och 23 oktober 1506.

## Bakgrund
Efter att Sten Sture den äldre avlidit år 1503 valdes Svante Nilsson Sture till riksföreståndare året därefter, under vilken stridigheterna med Danmark fortgick. År 1504 genomfördes en kortvarig belägring av Kalmar, vilken dock avslutades efter att ett stillestånd slöts. Omedelbart efter att stillaståendet upphört återvände en svensk här för att återigen belägra Kalmar.

## Belägringen
Under belägringens första år möttes den svenska hären inte av några större framgångar. Detta var till stor del ett resultat av att den danska flottan kunde förse staden och slottet med resurser från havssidan, från vilken svenskarna inte kunde blockera staden. Nästkommande år fortgick belägringen för det mesta under samma omständigheter, men efter att ha bedrivit ett kraftigare belägringsarbete, samt efter att de besköt och förstörde delar av staden, kunde svenskarna genomföra en stormning. Natten mellan den 22 och den 23 oktober stormades staden, som därefter föll i svenskarnas händer.